# Glenea afghana
Glenea afghana là một loài bọ cánh cứng trong họ Cerambycidae.